# Río Pintos
Río Pintos är ett vattendrag i Argentina.   Det ligger i provinsen Córdoba, i den centrala delen av landet, 700 km nordväst om huvudstaden Buenos Aires.
Trakten runt Río Pintos består i huvudsak av gräsmarker. Runt Río Pintos är det ganska tätbefolkat, med 67 invånare per kvadratkilometer.